# 龔廷賓
龔廷賓（？—？），字可賢， 號節海，福建泉州府晉江縣人，民籍，明朝政治人物。

## 生平
萬曆七年（1579年）己卯科福建鄉試第二名。萬曆十一年（1583年）癸未科三甲一百二十八名進士。户部觀政，本年授浙江缙云縣知縣，十七年升任戶部主事，二十一年浙江监兑，歷升員外郎、郎中，二十三年出任肇庆府知府，本年丁憂，二十六年補廬州府知府。

## 轶事
滁阳有聂道人，专门出售红铅丸，时任庐州知府的龚廷宾多内宠，以百两银子购买十丸，在一月之内尽数服用，不久，七窍流血而死。

## 家族
曾祖父龔于琅；祖父龔文澄；父親龔宗業。母黃氏。